# Anfitriões
Anfitriões é uma comédia de Luís de Camões, escrita em forma de auto.
Foi publicada em 1587, sendo uma adaptação do Amphitryon de Plauto, onde acentua o caráter cômico do mito de Anfitrião, destacando a onipotência do amor, que subjuga até os imortais, também seguindo a tradição vicentina. A peça foi escrita em redondilhas menores e faz uso do bilinguismo, empregando o castelhano nas falas do personagem Sósia, um escravo, para assinalar seu baixo nível social em passagens que chegam ao grotesco, um recurso que aparece nas outras peças também.